# 2022年11月逝世人物列表
2022年逝世人物列表：1月 - 2月 - 3月 - 4月 - 5月 - 6月 - 7月 - 8月 - 9月 - 10月 - 11月 - 12月
2022年11月逝世人物列表，是用于汇总2022年11月期间逝世人物的列表。

## 依日期排序

### 30日
- 江澤民，96歲，中國政治人物，前中华人民共和国最高领导人、中国共产党第三代中央领导集体的核心，曾任中共中央总书记（1989年—2002年）、中国国家主席（1993年—2003年）、中共中央军委主席（1989年—2004年）兼中國中央軍委主席（1990年—2005年）。死於白血病合併多臟器功能衰竭。[1][2][3]
- 克莉絲汀·麥克維（英語：Christine McVie），79歲，英國歌手、音樂製作人，摇滚乐队佛利伍麦克成员。[4]
- 彭宝岗，59歲，中國肝胆外科专家。[5]
- 達維德·雷貝林（義大利語：Davide Rebellin），51歲，義大利公路自由車賽運動員。[6]
- 拉里森·里卡多（葡萄牙語：Rarison Ricardo），34歲，巴西模特兒。[7]

### 29日
- 金清尘，92歲，中國麻醉学家、北京大学第三医院教授。[8]
- 劉進，64歲，中國人，八路軍研究會會長、朱德外孫。[9]
- 王守仁，90岁，原海军北海舰队参谋长[10]。
- 安德烈斯‧巴蘭塔（英语：Andrés Balanta），22歲，哥倫比亞足球員。死於心脏骤停。[11]
- 赵经寰，88岁，辽宁抚顺人，版画艺术大家、著名美学理论家，中国民主促进会中央委员。[12]

### 28日
- 鲍厚星，85歲，中國语言学家。[13]
- 小克拉倫斯·吉爾亞德（英語：Clarence Gilyard），66歲，美國大學教授、演員和作家。[14]
- 中村邦夫，83歲，日本企業家，松下電器前社長，死於肺炎。[15]
- 渡邊徹，61歲，日本男演員。敗血症病逝。[16]
- 李文正，台灣政治人物，高雄市小港區港明里里長。死於腎衰竭。[17]
- 纳华威阿末，61岁，马来西亚政治人物，前浮罗交怡国会议员，曾在2018年大选对垒再次披甲上阵的前首相马哈迪·莫哈末然而最后败下阵来，在德国法兰克福逝世。[18]

### 27日
- 梁銘忠，56歲，台灣政治人物，雲林縣議員。多重器官衰竭。[19]
- 崔洋一（韓語：최양일），73歲，旅日韓國導演，代表作《血與骨》。死於膀胱癌。[20]
- 莫里斯·諾曼（英語：Maurice Norman），88歲，英國男子足球運動員，司職後衛。[21]
- 沈其韓，100歲，中國地質學家，中国科学院院士。[22]
- 李果珍，107歲，中國医学影像学家。[23]
- 杰克·弗林特（英语：Jake Flint），37歲，美國歌手。[24]
- 弗蕾蒂·羅斯·漢考克（英語：Freddie Ross Hancock），92歲，英國娛樂行業營銷顧問，英国电影和电视艺术学院東海岸分院的創始人。[25]
- 楊范中，90歲，中國學者，武漢大學教授。[26]

### 26日
- 弗拉基米尔·马克伊，64岁，白俄羅斯政治人物，外交部部长。[27]
- 亚伯特·派努（英語：Albert Pyun），69岁，美国电影导演。[28]
- 林陵三，78歲，台灣政治人物，曾任交通部部長、台中市副市長、財團法人中華顧問工程司董事長等職務。[29]
- 华涌，53岁，中国画家、持不同政见者，在加拿大温哥华出海划艇时落水身亡。[30]
- 魏道政，93歲，中國科學院計算技術研究所研究員，中國電路測試技術研究開拓者，CCF終身成就獎獲得者，中國計算機事業60年傑出貢獻特別獎獲得者。[31]
- 張祥，81歲，中國政治人物，原对外贸易经济合作部副部长。[32]

### 25日
- 李桓英，101歲，中國麻風病防治醫生，首都醫科大學附屬北京友誼醫院醫生、北京熱帶醫學研究所研究員。[33]
- 艾琳·卡拉（英語：Irene Cara），63歲，美國八十年代流行歌手兼演員。[34]
- 張朋園，97歲，台灣歷史學家。[35]

### 24日
- 依萨苏林，88歲，馬來西亞政治人物。前人民党副秘书长、前雪州社阵主席、《哈拉卡》创刊元老、前伊斯兰党峇都区部主席、诚信党峇都区部主席、前内安法令扣留者、文化遗产保卫人士、社运分子。[36]
- 李靖飞，65岁，中国演员，曾在央视版《三国演义》中扮演张飞。[37]
- 李國文，93歲，中國作家。[38]
- 陈永才，81歲，中國剪纸大師，广东剪纸国家级代表性传承人。[39]
- 伯耶·薩爾明（瑞典語：Anders Börje Salming），71歲，瑞典職業冰球運動員，司職後衛。[40]
- 佐川一政（日語：佐川 一政），73歲，日本殺人犯，1981年在法國巴黎殺害荷蘭籍女同學被捕，但因當局鑑識其通過精神病測試而沒有起訴。肺炎。[41]
- 梅加·塔庫爾（英語：Megha Thakur），21歲，加拿大網紅。[42]

### 23日
- 陳明寶，55歲，中華民國警察，在鐵路警察局台北分局服務35年，警階偵查佐，於松山車站辦公室執勤期間腦出血殉職。[43]
- 崔世林，76歲，中華人民共和國開國中將崔田民之子。[44]
- 刘绍文，100岁，中国政治人物，原广州市经济委员会副主任。[45]

### 22日
- 林玉花，58歲，台灣政治人物，屏東縣縣議員。[46]
- 林毓生，88歲，台灣思想史學者，中央研究院第20屆院士，威斯康辛大学麦迪逊分校歷史學系榮譽教授。[47]
- 小約翰·布朗（英語：John Y. Brown Jr.），88歲，美國企業人物、政治人物，曾任肯德基執行長、肯塔基州州長。[48]
- 王兆钺，80歲，中國血液專家。[49]
- 李昌言，94岁，中国人民志愿军军人。[50]
- 班目春樹，74歲，日本學者兼政治人物，日本原子力安全委員會最後一任委員長。腦中風。[51]
- 張相閣，94歲，原军事经济学院政治委员[52]。
- 郗荣庭，89岁，中国果树学家、园艺教育家，乒乓球运动员郗恩庭长兄[53]。

### 21日
- 柯賜海，66歲，台灣媒體話題人物，死於心因性休克。[54]
- 嘉玲，87歲，原名何佩英，香港粵語片女演員，死於慢性阻塞性肺病。[55]
- 熊煒，56歲，中國人，前八九民運學生領袖，於美國病逝。（死訊公佈日期）[56]
- 郝克强，93歲，中國媒体出版工作者、体育工作者、围棋工作者。[57]
- 威尔科·约翰森（英語：Wilko Johnson），75歲，英國吉他手、歌手、作曲家、演員。[58][59][60]

### 20日
- 梁素琴，94歲，香港粵劇及電影演員。[61]
- 薛中銳，85歲，中國話劇、影視演員，朗誦表演藝術家。代表角色是《康熙王朝》中的「索額圖」一角。[62]
- 米基·庫恩（英語：Mickey Kuhn），90歲，美國演員。[63]
- 薛康，64歲，中國政治人物，中國民主促進會會員，東北師範大學副校長，教授，博士生導師。[64]
- 赫柏·德·博納維尼（西班牙語：Hebe de Bonafini）， 93歲，阿根廷社會活動人物，人权組織五月广场母亲共同創辦人。[65]

### 19日
- 伊不拉伊木·帕哈尔丁，80歲，中國维吾尔族舞台劇演員。[66]
- 让-马里·斯特劳布（法語：Jean-Marie Straub），89歲，法國導演。[67]
- 傑森·大衛·法蘭克（英語：Jason David Frank），49歲，美國男演員和職業綜合格鬥武術家，自殺。[68]
- 朱阿菊，102歲，臺灣人，噶瑪蘭族香蕉絲編織工藝保存者。[69]
- 葛瑞格·貝爾（英語：Greg Bear），71歲，美國科幻小說作家。[70]
- 徐寶貴，73歲，中國古文字學者，韶關學院教授。[71]

### 18日
- 赵桂英，106岁，中国工农红军战士。[72]
- 劉華秋，83岁，中國職業外交官[73]。

### 17日
- 佛瑞德·布魯克斯（英語：Fred Brooks），91歲，美國軟體工程師、學者，曾任IBM系統部主任，主持開發過OS/360等大型電腦（電腦）用的作業系統軟體。[74]。

### 16日
- 王文采，96岁，中国植物分类学家兼中国科学院院士[75]。
- 郭延舉，年齡不詳，中華人民共和國死刑犯，因2005年9月25日於四川省廣元市殺害17歲女子，被判故意殺人罪罪成執行注射死刑。[76]
- 妮基·艾考克斯（英語：Nicki Aycox），47歲，美國演員。[77]
- 錢南秀，75歲，中國文學教授，執教於美國萊斯大學。[78]
- 江長文，76歲，台灣演員，墜樓[79]。

### 15日
- 中村茂（日語：中村 茂），111歲308天，日本在世最年長男性[80]。
- 金铁霖，83岁，中国声乐教育家，原中国音乐学院院长。[81]
- 陈章方，86岁，中国政治人物，绍兴市人大常委会原主任。[82]
- 張志勇，68歲，台灣導演，代表作《一隻鳥仔哮啾啾》、《沙河悲歌》。[83]
- 加瀨英明，85歲，日本保守派外交評論家，曾擔任福田、中曾根內閣首相特別顧問，松下政經塾諮詢委員[84]。
- 簡義隆，39歲，台灣電視節目及活動主持人、婚禮歌手，曾擔任東森幼幼台YOYO家族第一代鳳梨哥哥。死於心因性休克。[85]
- 呂佩玉，台灣女性配音員，作品包括《名偵探柯南》Ep.1-51 的毛利蘭、《蠟筆小新》Ep.1-222 的野原美冴。（死訊公開時間）[86]
- 林信良，48歲，筆名：良葛格，台灣技術作家與技術譯者，病逝。[87][88]
- 郭詩賢（Lily Kuo），73歲，美籍越南華裔政治人物，長期居於幕後擔任競選顧問，或是充當智囊人物，喜瑞都市越南華裔市長武文章（Chuong Vo）外父。交通意外。[89]

### 14日
- 朱雅芬，93歲，中國鋼琴家，沈阳音乐学院钢琴系主任（1981－1986年）[90]。
- 高而潘，94歲，台灣建築師，二戰後第一代建築師[91]。
- 劉淑芳，96歲，中國女高音歌唱家，曾任中國音樂家協會理事。[92]
- 郝光，90歲，中國配音員。[93]
- 梁田清之（日語：梁田 清之），57歲，日本聲優，曾聲演《灌籃高手》中的角色赤木剛憲，死於癌症。[94]

### 13日
- 龍宗瀚，59歲，香港大律師，影后林黛獨子，死於心臟病發[95]。
- 江中天，多倫多華裔時事評論員，曾於2019年加拿大聯邦大選在士嘉堡北選區代表保守黨競逐國會議員席位[96]。
- 安東尼·約翰遜（英語：Anthony Johnson），38歲，美國綜合格鬥家[97]。
- 查克·卡尔（英語：Chuck Carr），55歲，美國棒球運動員，曾效力大聯盟紐約大都會及中華職棒三商虎等球隊(中華職棒出賽登錄名為「巧克力」)。[98]
- 朱碧雲，68歲，美籍台灣人士，曾擔任台灣在美國多個民間組織代表。[99]
- 王永华，81岁，中国新闻工作者，无锡日报社原副总编辑。[100]
- 周曾铨，86歲，中國生理学家。[101]
- 周宝芬，99岁，中国政治人物，广州市政协原副主席。[102]
- 陳揚，66歲，臺灣作曲家及音樂製作人，2015年第26屆金曲獎特別貢獻獎得主。[103]

### 12日
- 梅赫蘭·卡里米·納賽里（波斯語：مهران کریمی ناصری），76歲，伊朗籍難民，電影主角原型。[104][105]
- 大森一樹（日語：大森 一樹），70歲，日本電影導演，代表作《哥吉拉》。[106]
- 羅冰生，82歲，中國政治人物。[107]
- 覃茂发，89岁，中国政治人物，广西壮族自治区政协原南宁地区工作委员会副主任。[108]
- 法蘭克·羅賓森（英語：Frank Robinson），92歲，美國企業家，罗宾逊直升机的创辦人。[109]

### 11日
- 村田兆治（日語：村田 兆治），72歲，日本棒球運動員。家中火災事故身亡。[110]
- 金庆灿，75岁，中国政治人物，湖州市人大常委会原副主任。[111]
- 錢超塵，86歲，中國醫學文献学家[112]。
- 約翰·安妮斯頓（英語：John Aniston），89歲，美國演員，知名作品如肥皂劇《我們的日子》[113]。
- 里奧·加拉格（英語：Leo Gallagher），76歲，美國喜劇演員。[114]
- 孫星星，32歲，中華人民共和國死刑犯，因在2017年殺害時任安徽省宣城市朱橋鄉裕豐村村支書李慶峰被判故意殺人罪罪成，原被判死緩，其後服刑期間因刺向了一位獄警的脖子，最終被安徽省安慶市中級人民法院在最高人民法院批准下執行注射死刑。[115]

### 10日
- 余子明，78歲，香港演員，死於中風。[116]
- 凱文·康羅伊（英語：Kevin Conroy），66歲，美國配音員，常年為《蝙蝠俠》系列动画配音。[117]
- 葛墨安，106歲，中國书法篆刻家[118]。
- 陳毓平，83歲，馬來西亞新聞界、出版界人物。死於COVID-19[119]。
- 瓦尔特·施罗德（德語：Walter Schröder），89歲，德國男子賽艇運動員[120]。
- 趙光武，91歲，中國學者，北京大學退休教授。[121]。

### 9日
- 鲍彤，90歲，中國政治人物，曾任中共中央總書記赵紫阳政治秘書。因骨髓增生异常综合征離世[122]。
- 基里爾·斯特列穆索夫（俄語：Кирилл Стремоусов），45歲，俄羅斯政治人物，俄佔赫爾松副州長，死於車禍[123]。
- 蓋兒·柯絲塔（葡萄牙語：Gal Costa），77歲，巴西創作者、歌手及社會運動者[124]。
- 劉學軍，58歲，中國演員。[125]
- 多布勒，28岁，日本人，本名未公開，烏克蘭國際軍團的日本志願者，於烏克蘭東部攻勢中陣亡。[126]
- 周村，96歲，中國軍官。[127]。

### 8日
- 張全景，91歲，中國政治人物，第八、九届全國政協常委、中共中央組織部部長（1994－1999年）[128]。
- 唐有祺，103歲，中國物理化學家，北京大學教授，中国科学院院士。[129]
- 莫里斯·卡诺（英語：Maurice Karnaugh），98歲，美国物理学家和数学家，因发现了逻辑代数中卡诺图的应用而知名[130]。
- 杨绪松，61岁，中國政治人物，原广东省汕尾市人民政府市长。[131]
- 维克多·切尔科索夫（俄語：Виктор Васильевич Черкесов），72歲，俄羅斯政治人物，俄罗斯前联邦毒品管制局局长、前俄总统驻西北联邦区特使。[132]
- 歐陽清，92歲，中國成本会计学家。[133]
- 彼得·瑞斯（英語：Peter Reith），72歲，澳洲政治人物，約翰·霍華德政府時期任職國防部長。阿爾茨海默病並發症。[134]

### 7日
- 張亮友，95歲，中國馬拉松選手，新中國马拉松第一次测试赛之冠軍。[135]
- 莱斯利·菲利普斯（英語：Leslie Phillips），98歲，英國喜剧演员。[136][137]
- 李蓼源，98歲，中國政治人物，曾任閻錫山秘書，中國國民黨革命委員會中央委員會常務委員、山西省委員會主任委員、山西省人大常委會副主任，第八屆全國政協委員。[138]
- 万仲翔，78岁，中國商業律師，已故中共元老，前國務院副總理万里次子。[139]
- 祁山，102歲，中國政治人物，曾任云南省人民政府副省长。[140]
- 王成，57岁，中国政治人物，中国体育报业总社有限公司副总经理（2021年起）。[141]

### 6日
- 辛冠洁，101岁，中國記者，曾任山东大众日报总编辑。[142]
- 钊新，85歲，中國伦理学家。[143]
- 林而達，75歲，中國政治人物，农业气象学家，第九届、十届全国政协委员，第十一届全国政协常委，中国农业科学院农业环境与可持续发展研究所研究员。[144]
- 爱德华·普雷斯科特（英語：Edward C. Prescott），82歲，美國經濟學家，2004年诺贝尔经济学奖得主。[145]
- 卡洛·加利（義大利語：Carlo Galli），91歲，義大利足球運動員。[146]
- 黃榮新，91歲，中國人，原廣東省人大農村工作委員會副主任。[147]

### 5日
- 亞倫·卡特（英語：Aaron Charles Carter），34歲，美國歌手、演員，新好男孩成員尼克·卡特的弟弟。[148]
- YOSHI（本名：佐佐木嘉純），19歲，日本男歌手，死於車禍。[149]
- 梁家樑，91歲，中國琼剧表演艺术家。[150]
- 卡爾梅努·米夫蘇德·邦尼奇（英語：Karmenu Mifsud Bonnici），89歲，馬爾他政治人物，前馬爾他總理。[151]。
- 馮振軒（英語：Pang Chin Hin），96歲，馬來西亞企業家，妈咪大宝达食品公司創辦人。[152]
- 韓誌慶，64歲，中國人民解放軍少將。[153]
- 诸葛殷，90歲，中國逻辑学家、中国社科院逻辑学研究室原主任。[154]

### 4日
- 楊叔子，89歲，中國機械工程專家、教育家，中国科学院院士。[155]
- 張禮棠，90歲，馬來西亞畫家。代表作是馬來西亞國家博物館館外的巨型壁畫。[156]
- 柯玟伶，75歲，台灣政治人物，台北縣議會第9至13屆議員，死於膽管癌。[157]
- 肖李莎，33歲，中國網紅。[158]

### 3日
- 王濤，52歲，中國前足球运动員，死於心肌梗塞。[159]
- 陳振江，86歲，中國歷史學家。[160]
- 唐錫陽，92歲，中國環保作家。[161]
- 李展，95歲，中國政治人物，原廣東省林業廳黨組書記、廳長。[162]

### 2日
- 黃紹聰，72歲，台灣政治人物，嘉義市長候選人。死於心肌梗塞。[163]
- 徐忠信，70歲，香港動作特技演員。[164]
- 解思深，80歲，中國物理學家，中国科学院院士。[165]
- 埃拉·巴特（英語：Ela Bhatt），89歲，印度女權活動家。[166]
- 曾聖光，25歲，臺灣人，烏克蘭志願兵武裝部隊地面部隊的步槍營成員，在盧甘斯克州陣亡。[167]
- 辛家宝，60歲，中國媒體人，《大众电影》杂志总编辑。[168]
- 李迢，101岁，中国新闻工作者，陕西日报社原副总编辑。[169]

### 1日
- 陸樹銘，66歲，中國演員，曾在央视版《三国演义》中扮演关羽。突发心肌梗塞去世。[170]
- 馬之秦，80歲，台灣演員，第20屆金鐘獎女演員獎。[171]
- Takeoff，28歲，本名柯什尼克·哈里·鮑爾（英語：Kirshnik Khari Ball），美國饒舌歌手和陷阱音樂家，Migos和一呼一吸（英语：Unc & Phew）前成員，枪击身亡。[172]
- 翟衛華，53歲，中國政治人物，山西襄垣县委书记，因抑郁症坠楼离世。[173]
- 普久原恒勇，89歲，日本作曲家、音樂製作人。[174]
- 梁永璋，86歲，中國一级演员。[175]
- 楊建生，90歲，中國政治人物，中共中央組織部原部務委員。[176]
- 杨圣诠，90岁，中国政治人物，原宁夏工学院院长。[177]